# Mediateca di Sendai
La Mediateca di Sendai è un centro multimediale situato a Sendai, nella prefettura di Miyagi, in Giappone. È stato progettato dall'architetto giapponese Toyo Ito nel 1995 ed è stato completato nel 2001.